# Saison 2019 de l'équipe cycliste féminine Trek-Segafredo
La saison 2019 de l'équipe cycliste féminine Trek-Segafredo est la première de la formation. Son recrutement est très ambitieux avec notamment la puncheuse britannique Lizzie Deignan, la spécialiste du contre-la-montre néerlandaise Ellen van Dijk et la grimpeuse italienne Elisa Longo Borghini.
Elisa Longo Borghini est la principale leader de l'équipe. Après des classiques en demi-teinte, elle remporte l'Emakumeen Euskal Bira. Elle est huitième du Tour d'Italie sans avoir réellement pesé. Lizzie Deignan, avec l'aide de Borghini, remporte le Women's Tour. Ellen van Dijk est troisième du Tour de Drenthe et deuxième de l'Healthy Ageing Tour. Elle conserve également son titre de championne d'Europe du contre-la-montre. Ruth Winder devient championne des États-Unis. Letizia Paternoster est troisième de Gand-Wevelgem, championne d'Europe espoir sur route, cinquième de la RideLondon-Classique et deuxième de la deuxième étape de La Madrid Challenge by La Vuelta en plus de plusieurs titres de championne d'Europe espoir sur piste. La formation remporte également le contre-la-montre par équipes de l'Open de Suède Vårgårda. Elisa Longo Borghini est quatorzième du classement UCI et treizième du World Tour. Trek-Segafredo est cinquième et troisième de ces classements.

## Préparation de la saison

### Partenaires et matériel de l'équipe

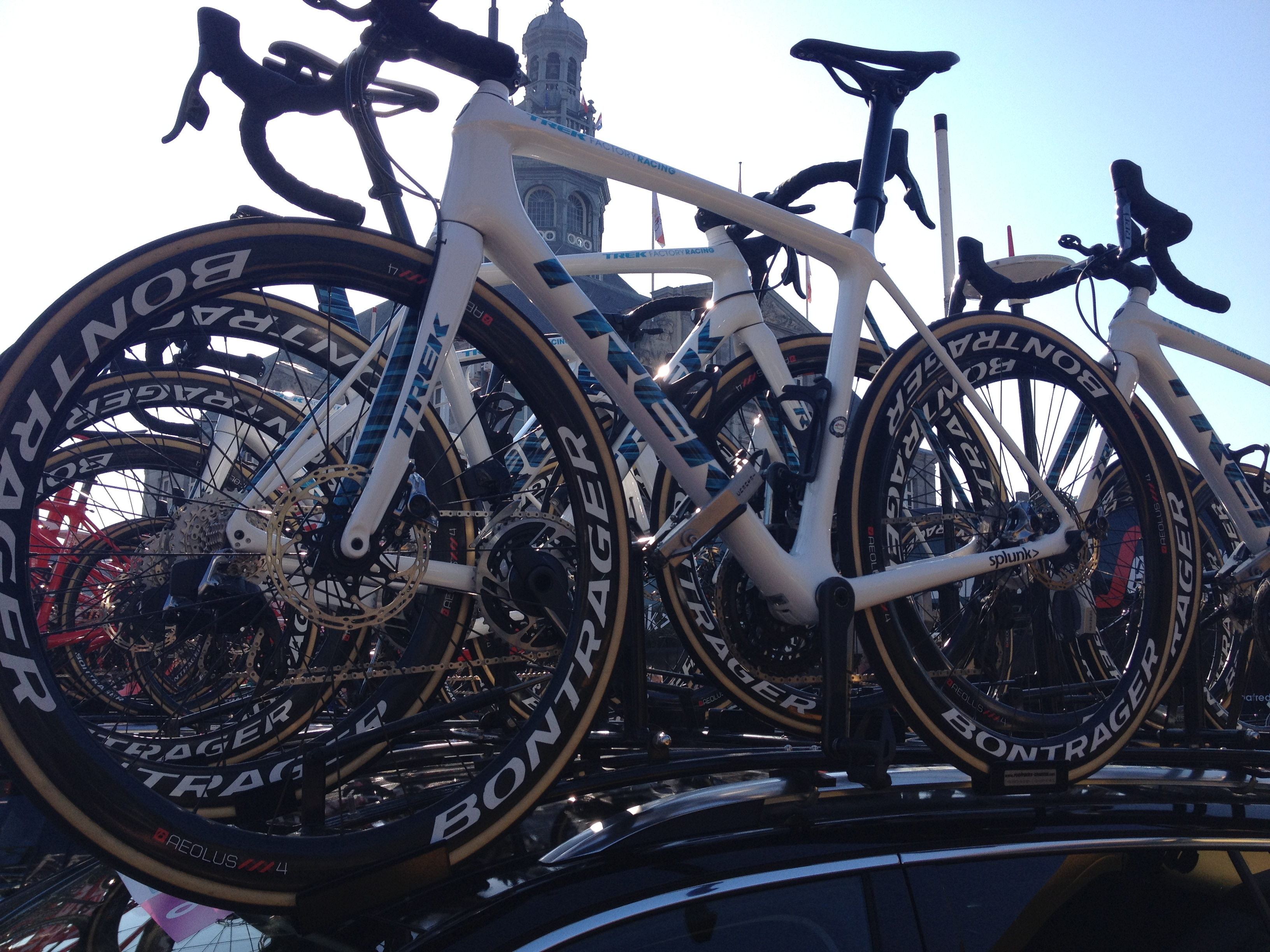
Vélo de l'équipe

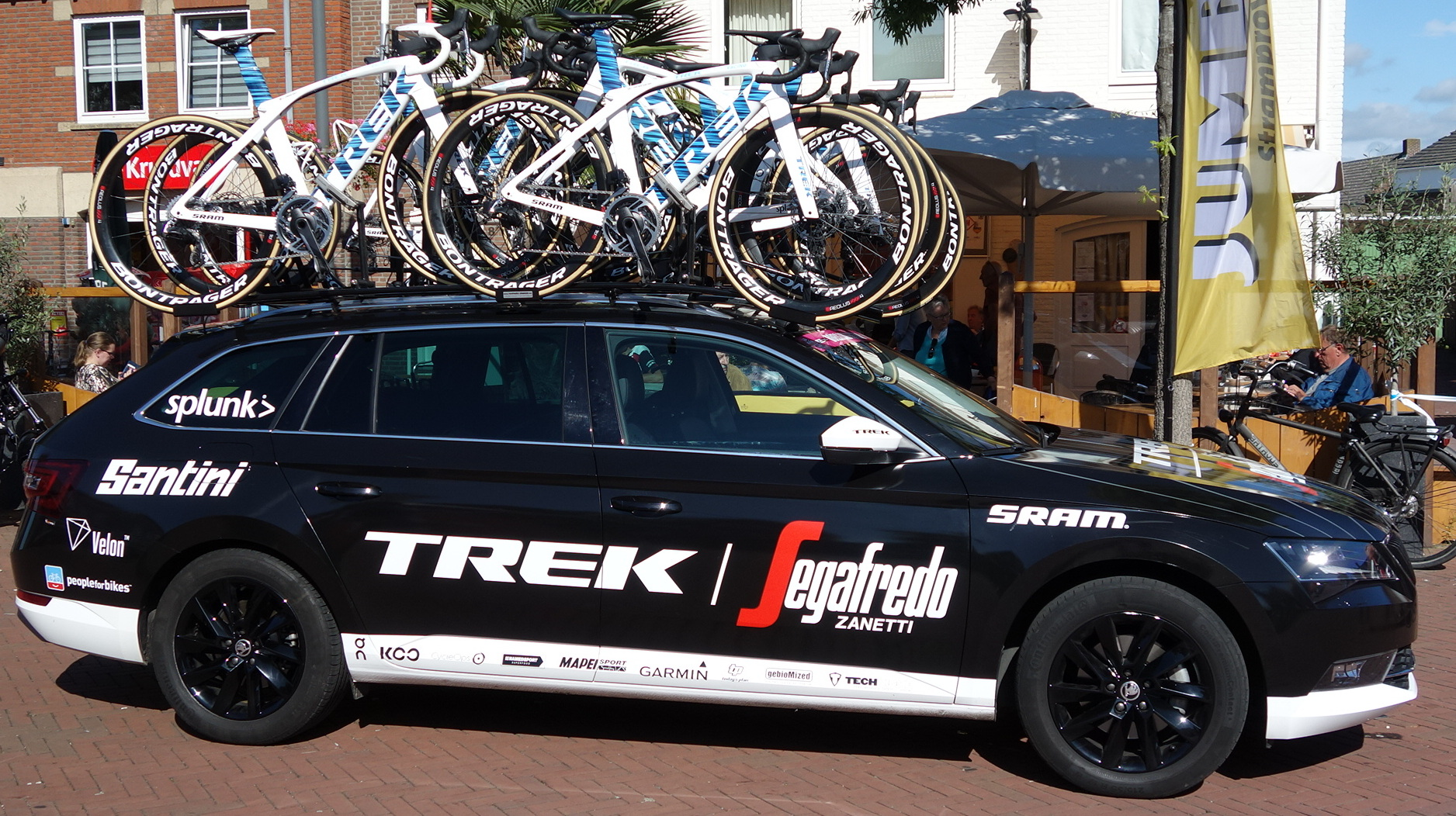
Voiture de l'équipe

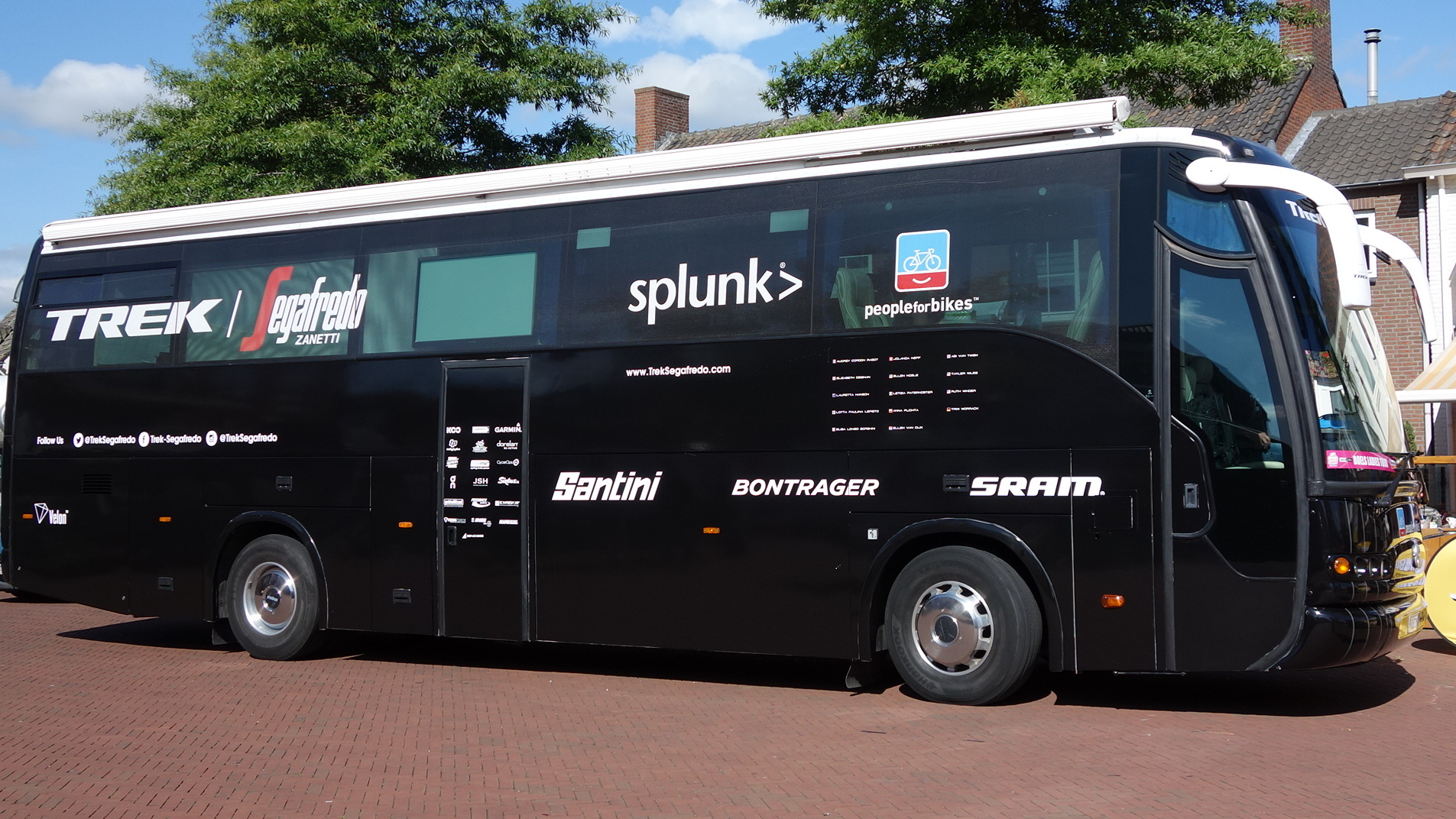
Bus de l'équipe

Le fabricant de vélo Trek Bicycle Corporation est partenaire principal de l'équipe avec la marque de café Segafredo.

### Arrivées
Le 16 juillet 2018, Trek annonce sur son site internet la création d'une équipe féminine sur route pour la saison 2019. Le même jour, Trek présente sa première recrue, la britannique Elizabeth "Lizzie" Deignan.
Le 1er août, l'ancienne sprinteuse allemande Ina-Yoko Teutenberg est annoncée comme directrice sportive. Durant ce même mois, l'effectif s'étoffe peu à peu avec les arrivées de l'italienne Elisa Longo Borghini, de l'américaine Ruth Winder et de l'australienne Lauretta Hanson et de la sprinteuse finlandaise Lotta Lepistö.
La sprinteuse italienne Giorgia Bronzini rejoint également l'équipe, mais comme directrice sportive.
En septembre, Abigail Van Twisk et Tayler Wiles signent avec l'équipe, suivies par la pistarde et sprinteuse italienne Letizia Paternoster, la spécialiste du contre-la-montre Ellen van Dijk, l'expérimentée Trixi Worrack et la française Audrey Cordon-Ragot et enfin la polonaise Anna Plichta. Fin septembre, il est annoncé que Segafredo sponsorisera l'équipe, comme la marque le fait pour les hommes.
En octobre, Jolanda Neff, championne du monde de cross-country, est la dernière recrue et participera ponctuellement à des courses sur route.

## Effectif et encadrement

### Effectif
| Effectif 2019                              | Effectif 2019     | Effectif 2019 | Effectif 2019                        |
| Cycliste                                   | Date de naissance | Pays          | Équipe précédente                    |
| ------------------------------------------ | ----------------- | ------------- | ------------------------------------ |
| Audrey Cordon-Ragot                        | 22 septembre 1989 | France        | Wiggle High5 (2018)                  |
| Lizzie Deignan                             | 18 décembre 1988  | Royaume-Uni   | Boels Dolmans (2018)                 |
| Lauretta Hanson                            | 29 octobre 1994   | Australie     | UnitedHealthcare Women's Team (2018) |
| Lotta Lepistö                              | 28 juin 1989      | Finlande      | Cervélo Bigla (2018)                 |
| Elisa Longo Borghini                       | 10 décembre 1991  | Italie        | Wiggle High5 (2018)                  |
| Jolanda Neff                               | 5 janvier 1993    | Suisse        | Kross Racing Team (2018)             |
| Ellen Noble                                | 3 décembre 1995   | États-Unis    |                                      |
| Letizia Paternoster                        | 22 juillet 1999   | Italie        | Astana Women's Team (2018)           |
| Anna Plichta                               | 10 février 1992   | Pologne       | Boels Dolmans (2018)                 |
| Ellen van Dijk                             | 11 février 1987   | Pays-Bas      | Sunweb (2018)                        |
| Abigail Van Twisk                          | 1 mars 1997       | Royaume-Uni   | Trek-Drops (2018)                    |
| Tayler Wiles                               | 20 juillet 1989   | États-Unis    | Trek-Drops (2018)                    |
| Ruth Edwards                               | 9 juillet 1993    | États-Unis    | Sunweb (2018)                        |
| Trixi Worrack                              | 28 septembre 1981 | Allemagne     | Canyon-SRAM Racing (2018)            |
|                                            |                   |               |                                      |
| Sources : ProCyclingStats Cycling Archives |                   |               |                                      |

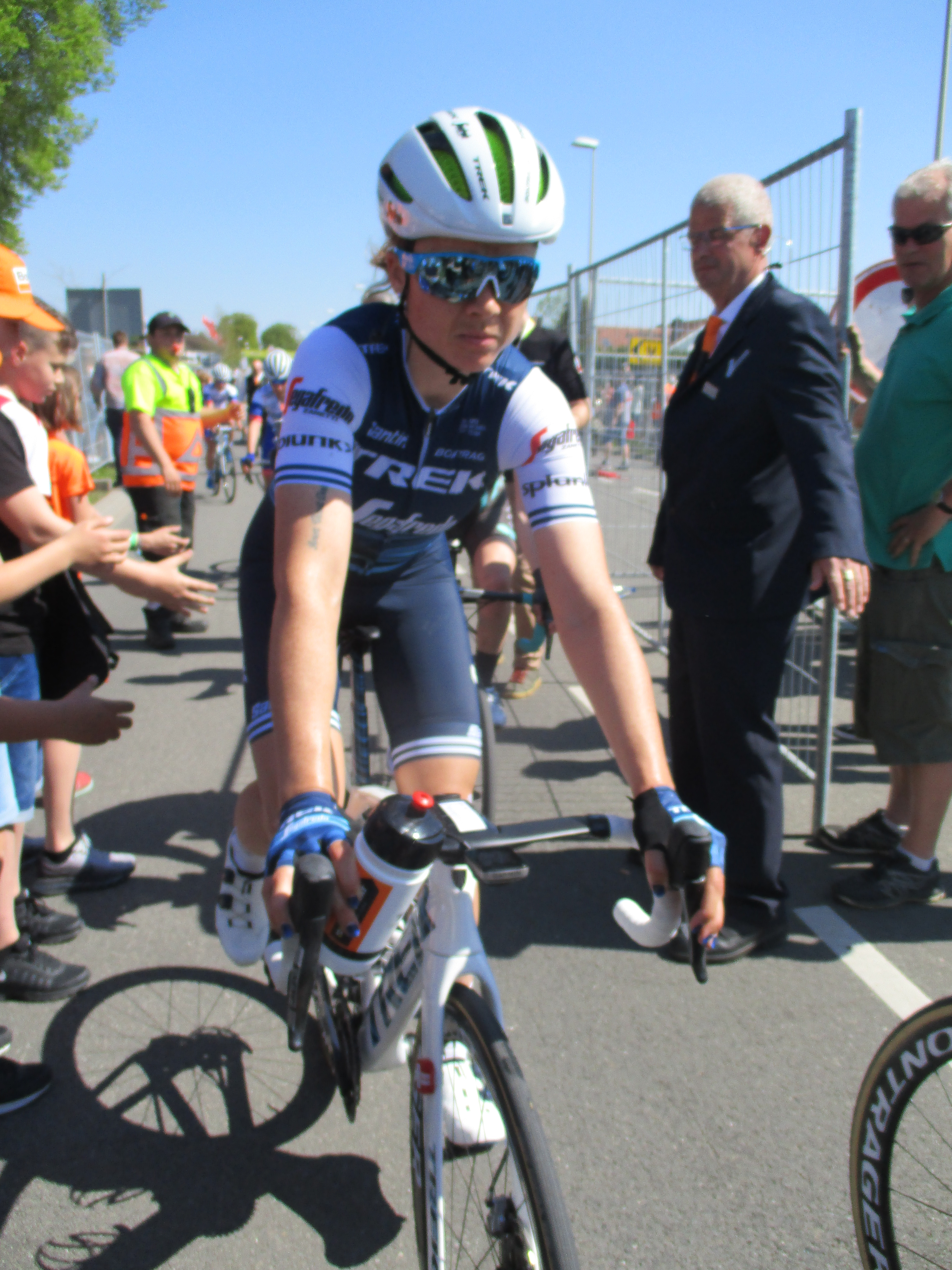
Audrey Cordon-Ragot
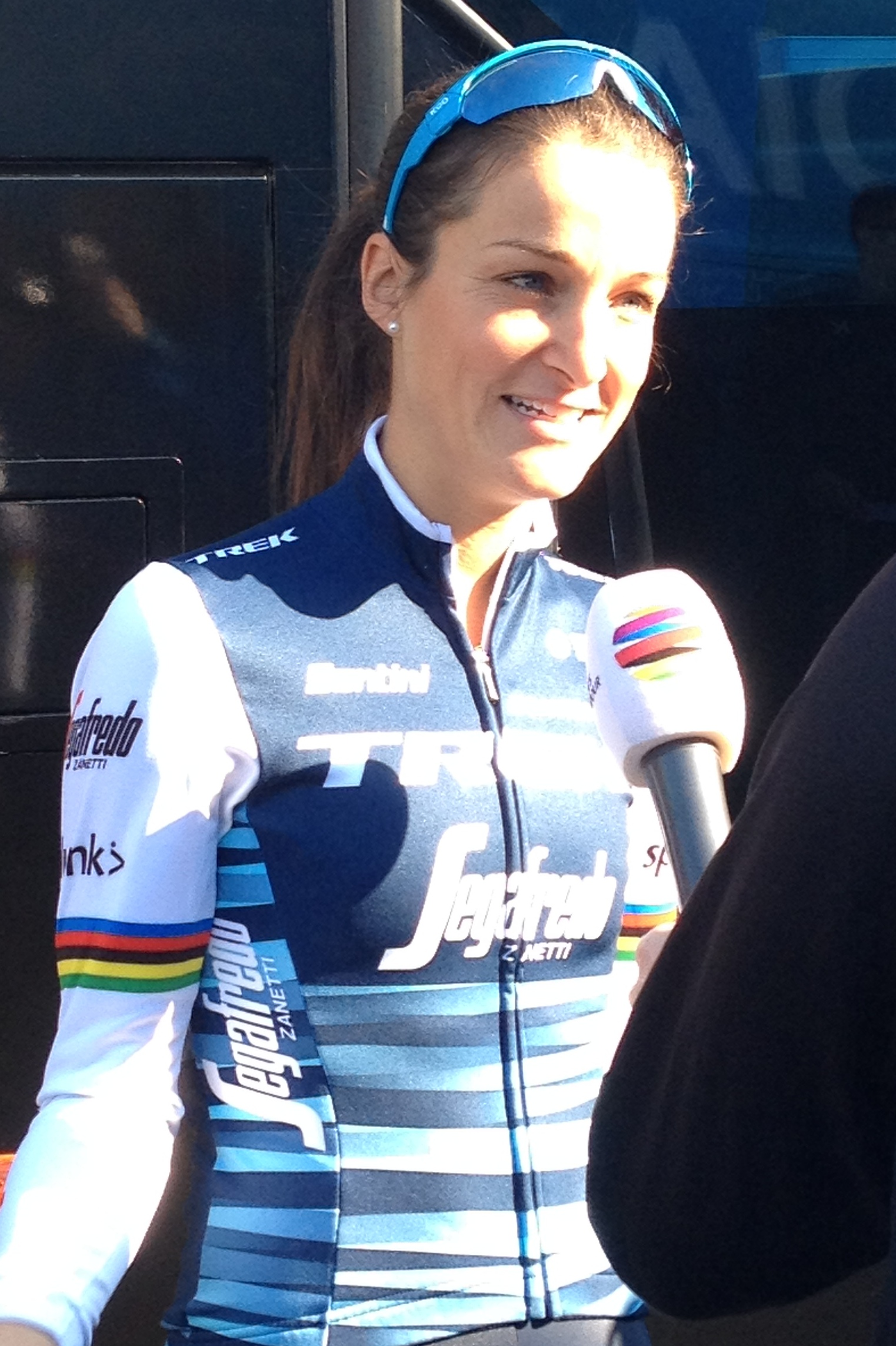
Lizzie Deignan
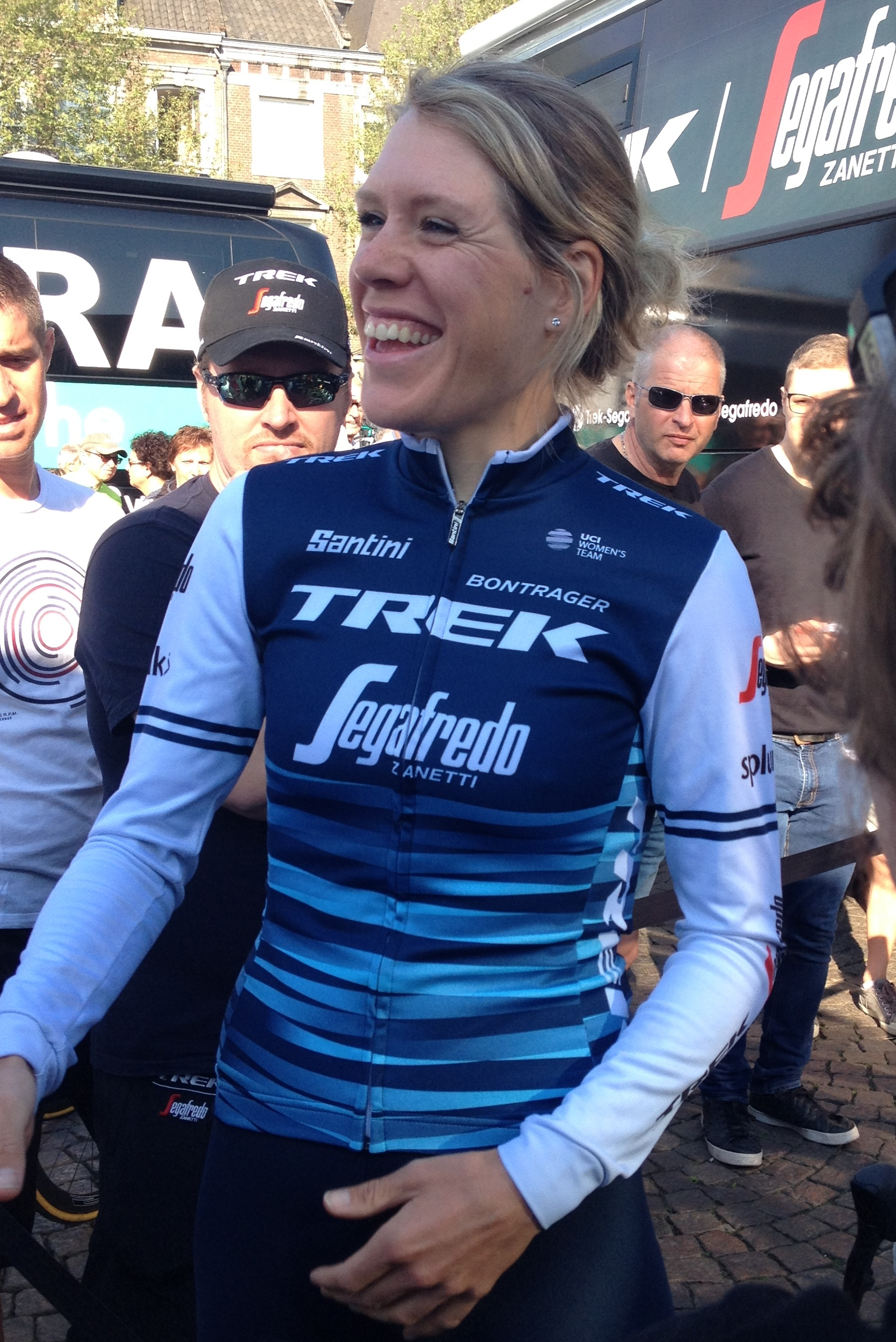
Ellen van Dijk
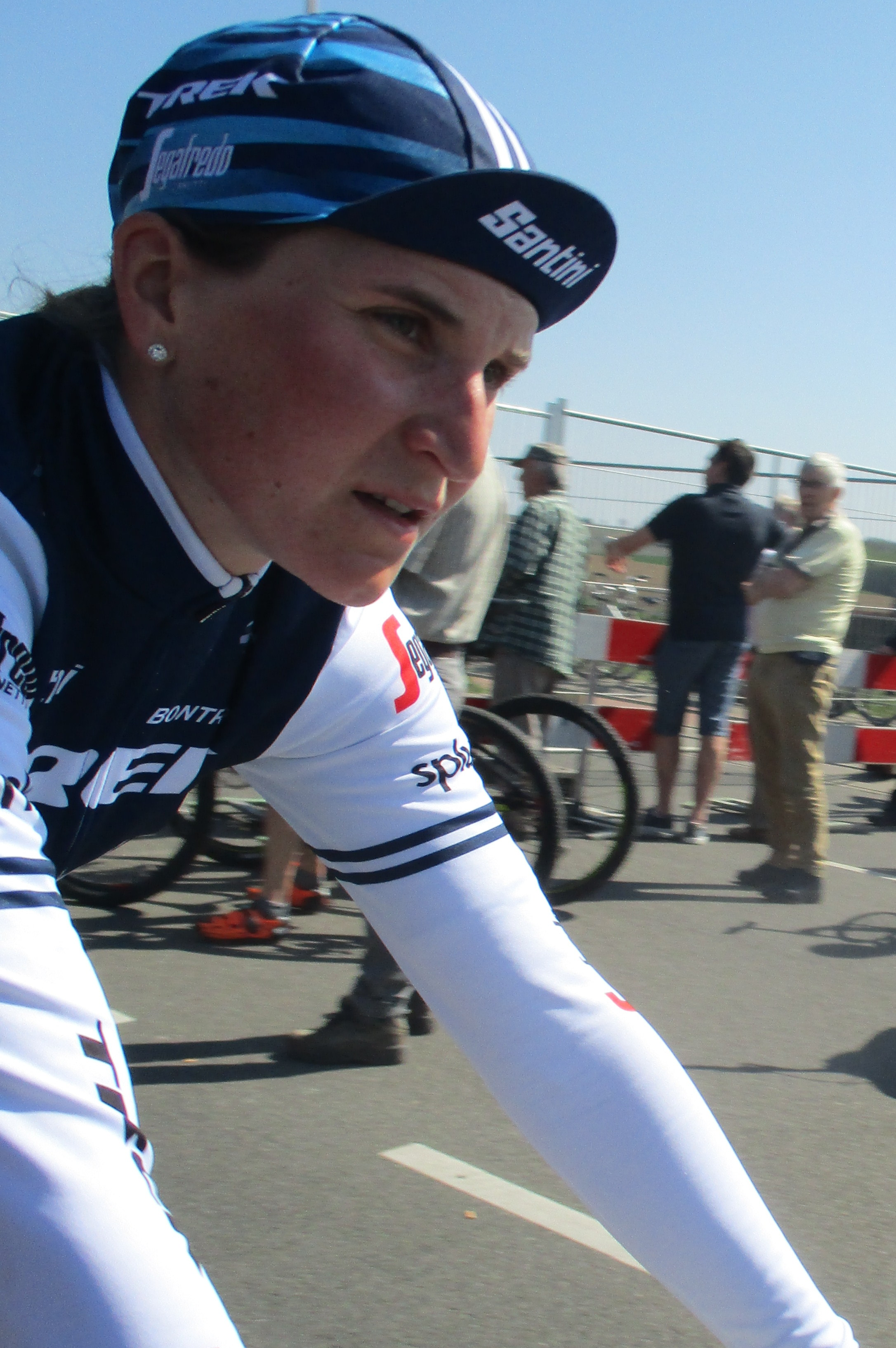
Elisa Longo Borghini
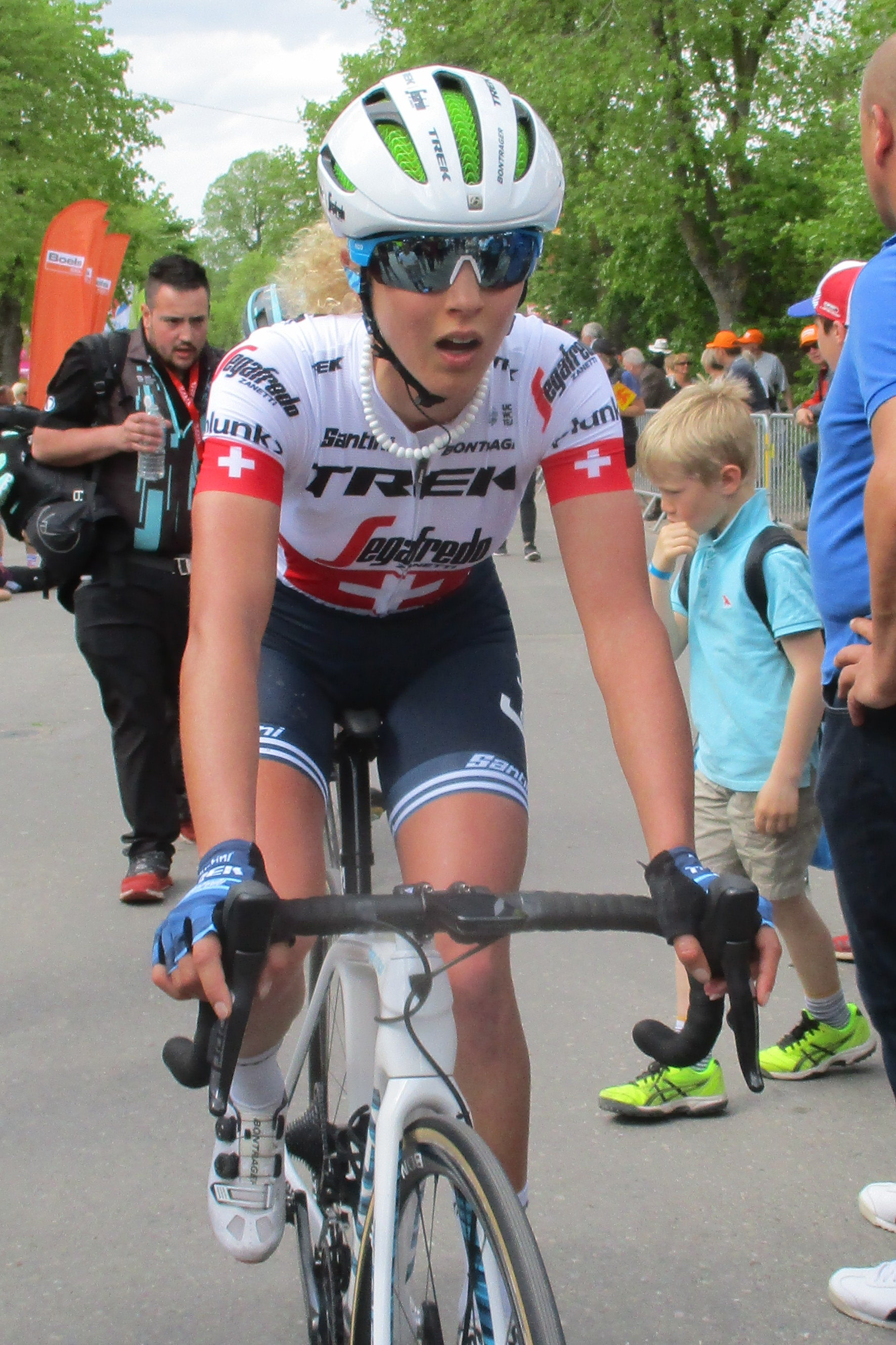
Jolanda Neff
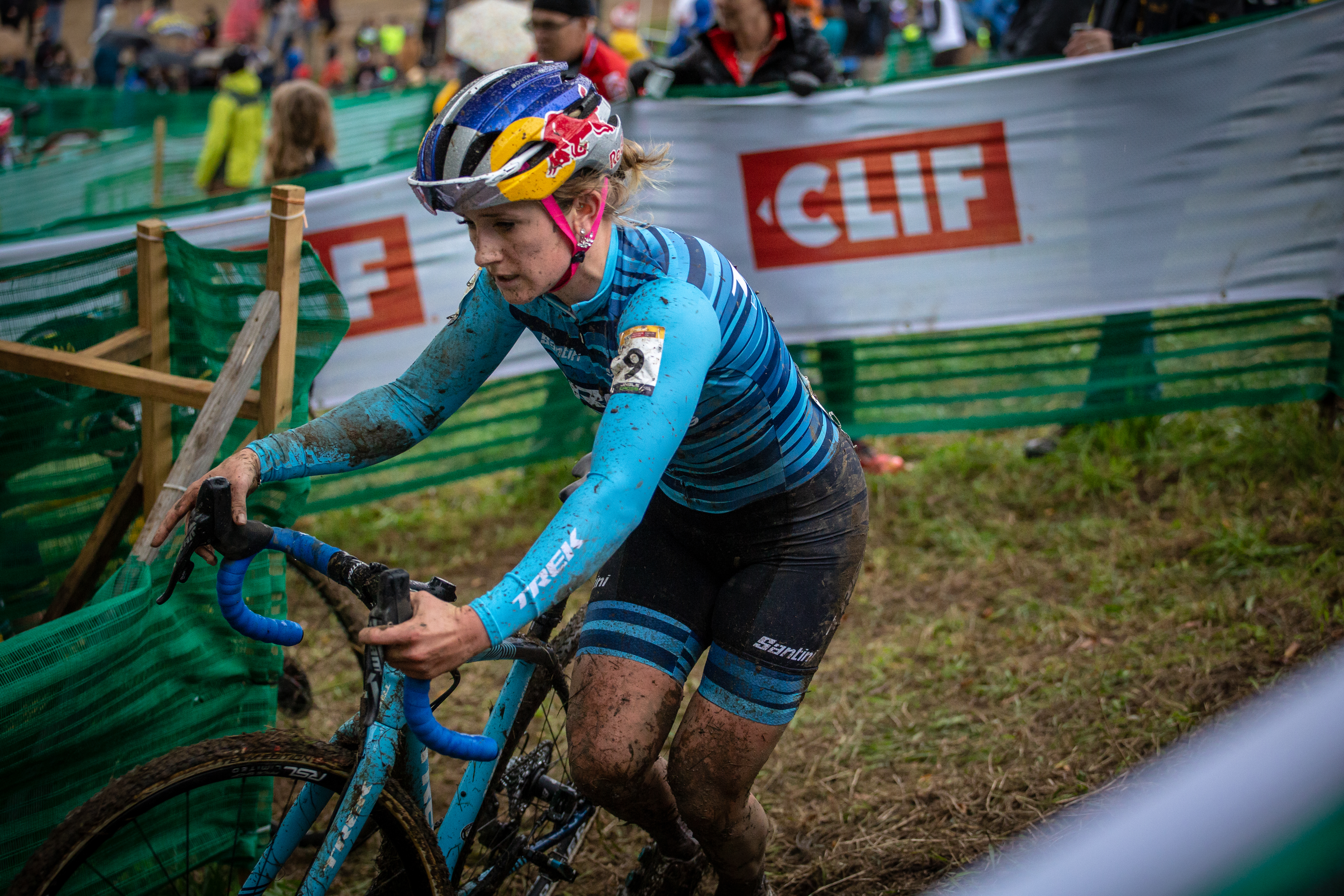
Ellen Noble (en 2018)
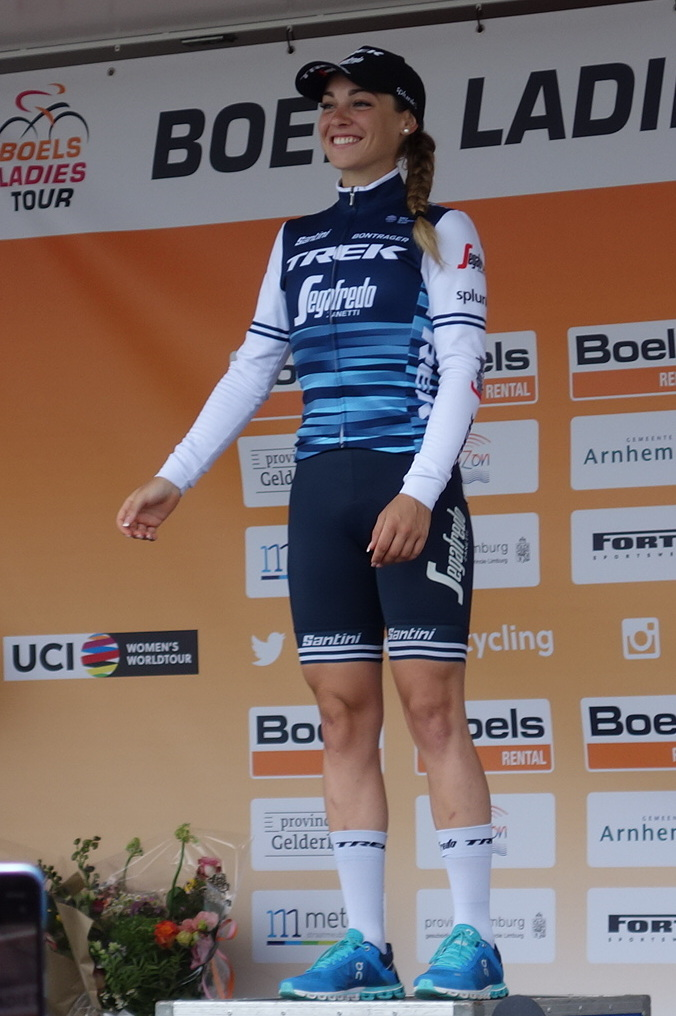
Letizia Paternoster
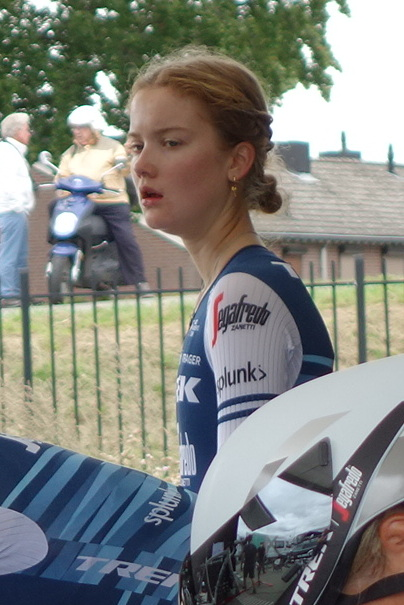
Abigail Van Twisk
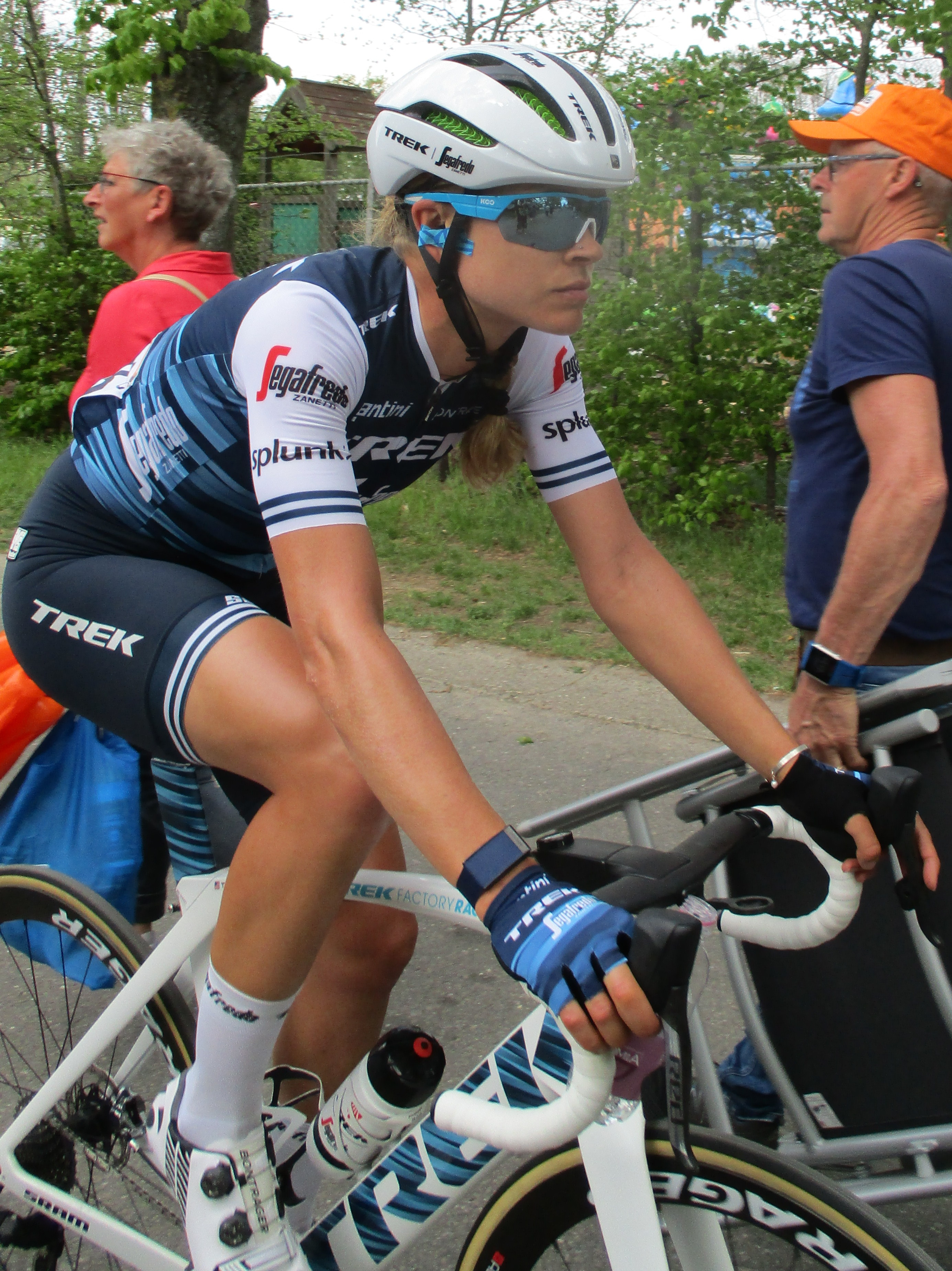
Tayler Wiles
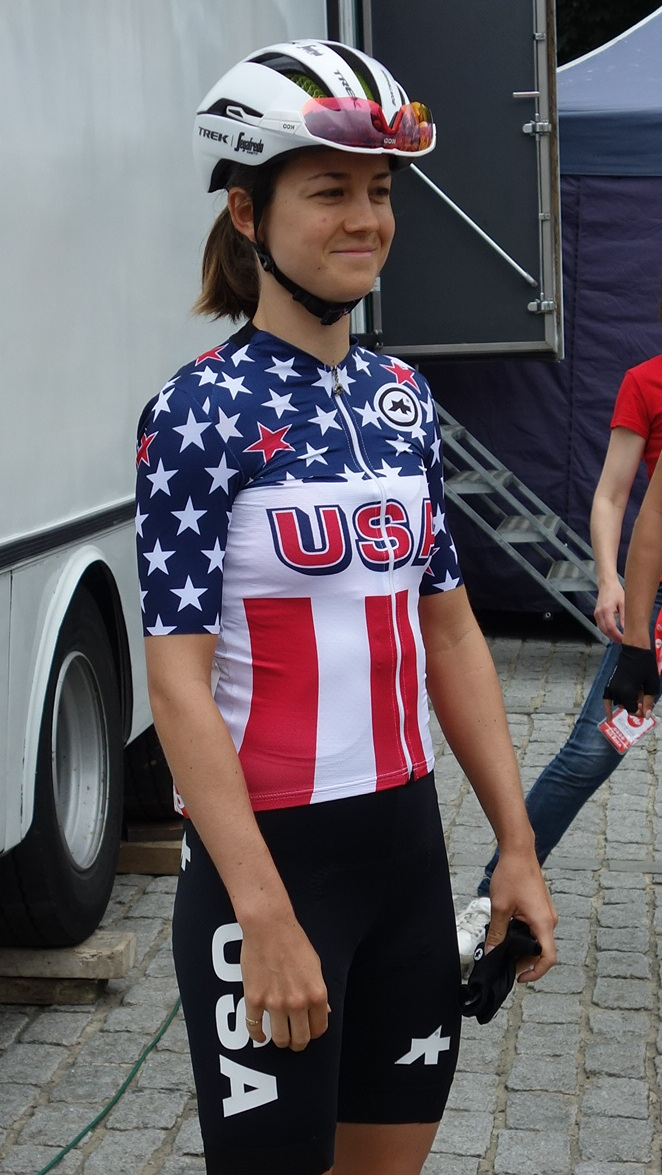
Ruth Winder
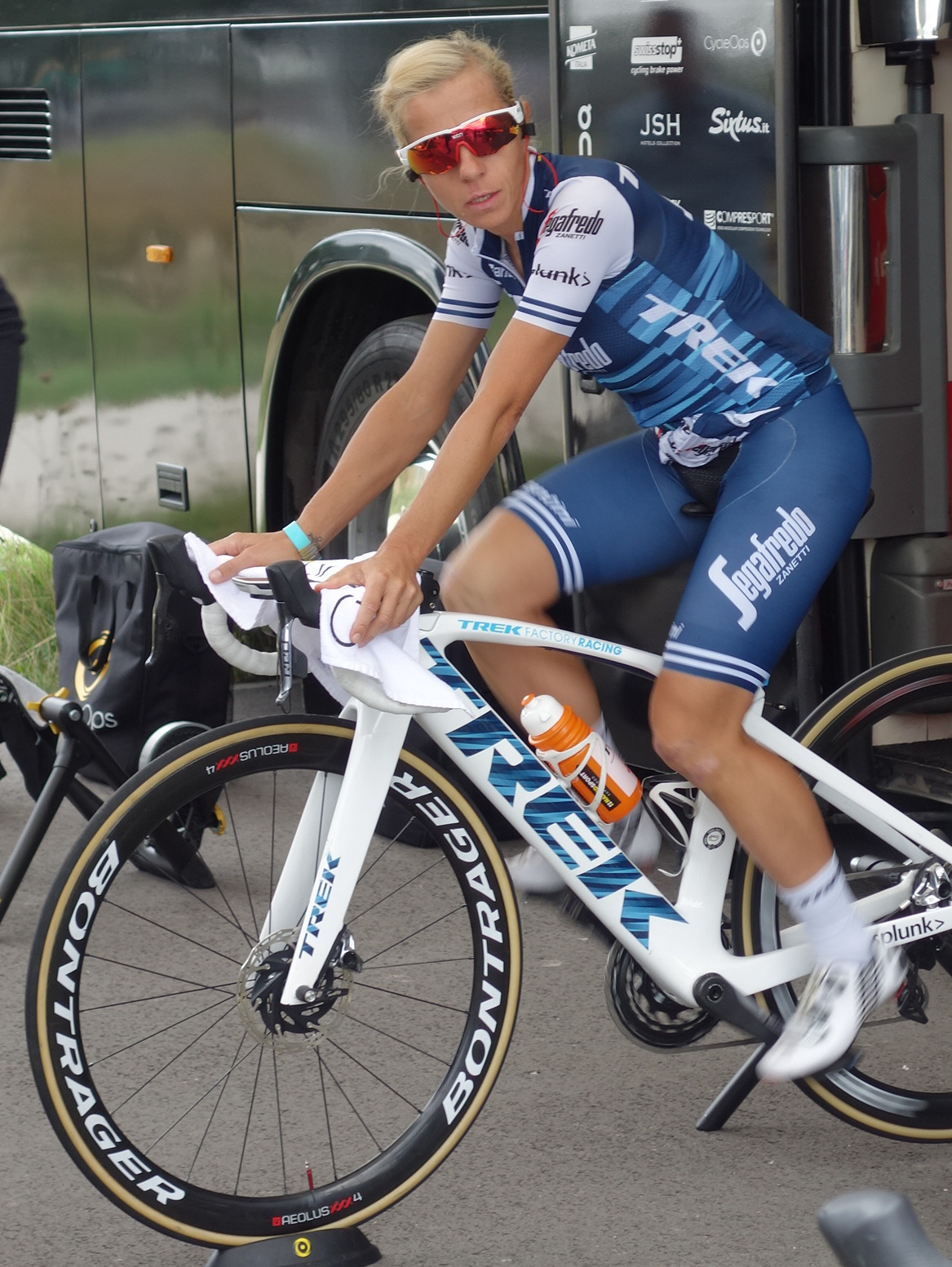
Trixi Worrack

### Encadrement
Ina-Yoko Teutenberg et Giorgia Bronzini sont les directrices sportives de l'équipe. Luca Guercilena en est la représentante auprès de l'UCI,.

## Déroulement de la saison

### Janvier
Letizia Peternoster remporte la première étape du Santos Women's Tour au sprint.

### Février
À la Setmana Ciclista Valenciana, Ruth Winder remporte la première étape après s'être échappée avec quatre autres coureuses. Lotta Lepistö remporte ensuite les deuxième et quatrième étapes au sprint.

### Mars
Au Circuit Het Nieuwsblad, Ellen van Dijk et Elisa Longo Borghini font partie du groupe de leaders après le mur de Grammont. Ce groupe est cependant repris dans le final par le peloton. Aux Strade Bianche, Tayler Wiles attaque avec Karol-Ann Canuel et Elena Cecchini, mais elles sont rapidement reprises. Ruth Winder est dans le groupe des favorites et finit onzième,.
Au Drentse 8, la formation Trek profite du vent fort pour provoquer un coup de bordure à mi-course avec Lotta Lepistö, Ellen van Dijk et Audrey Cordon-Ragot à la manœuvre. Elles sont alors quatorze en tête. La chute de Lotta Lepistö dans la descente du mont VAM ne laisse que huit coureuses devant. Leur avance sur un peloton démobilisé monte rapidement et atteint douze minutes à l'arrivée. À partir de douze kilomètres de l'arrivée, Audrey Cordon-Ragot et Ellen van Dijk attaquent à tour de rôle. Finalement, la Francaise parvient à sortir et s'impose en solitaire. Au Tour de Drenthe, à l'approche du dernier secteur, le rythme augmente considérablement sous l'impulsion de la formation Boels Dolmans. Dans celui-ci, Chantal Blaak ouvre la route. À la sortie du secteur, Ellen van Dijk attaque immédiatement. Chantal Blaak tente de suivre, mais un trou se forme. Après un moment de flottement, Blaak part avec Marta Bastianelli dans la roue. La coopération n'est pas optimale, mais elles finissent par reprendre Ellen van Dijk. Le reste du groupe est alors loin derrière. Ellen van Dijk est troisième du sprint. Au Trofeo Alfredo Binda-Comune di Cittiglio, Tayler Wiles est la première à attaquer après l'ascension du Cunardo. Son avance atteint quarante-cinq secondes. Elle est reprise dans la côte de Casalzuigno. Finalement, Elisa Longo Borghini est trente-troisième. Aux Trois Jours de La Panne, Lotta Lepistö se classe quatrième du sprint. À Gand-Wevelgem, Letizia Paternoster est troisième du sprint,,. 

### Avril

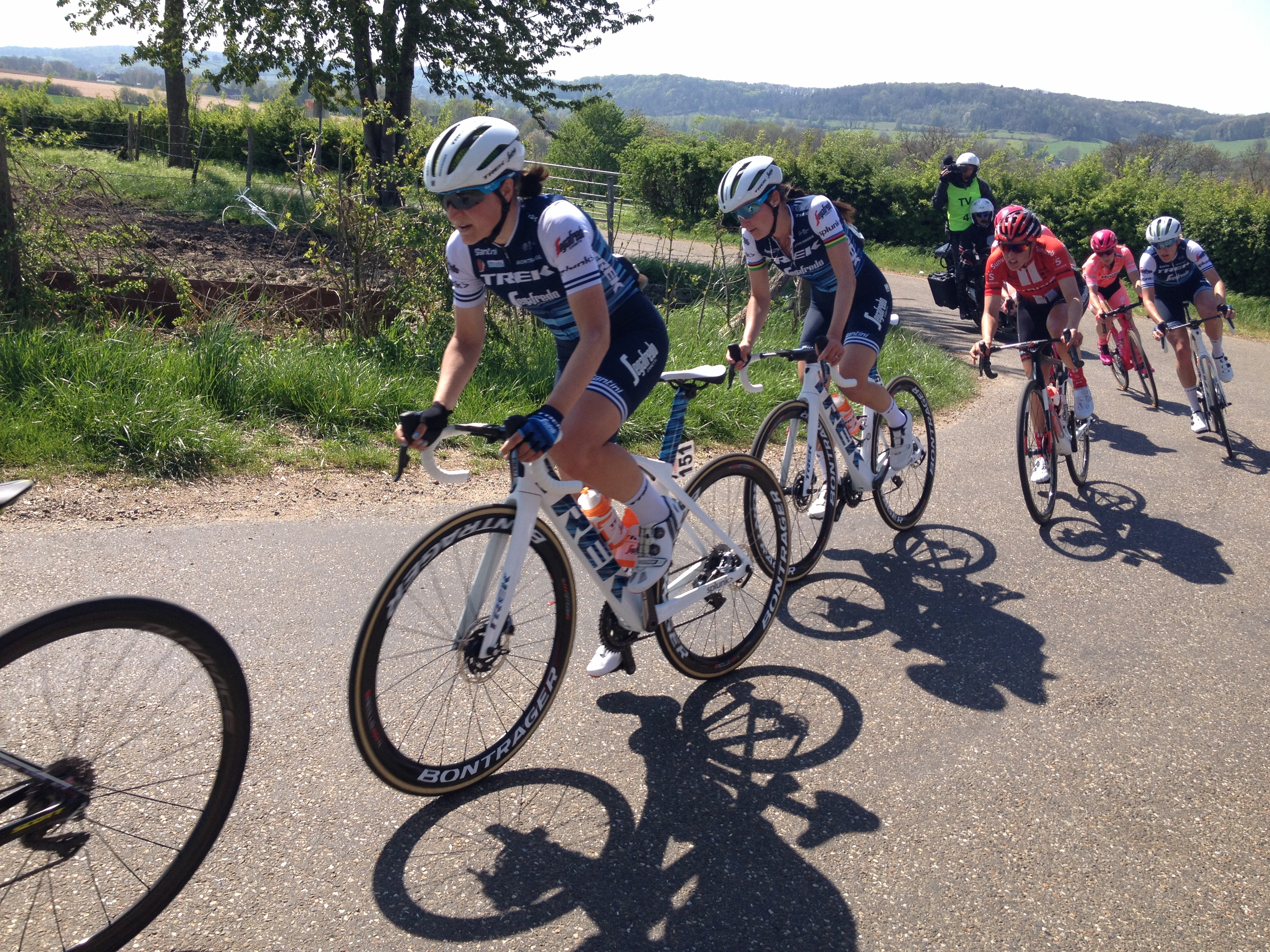
À l'Amstel Gold Race

Sur À travers les Flandres, Ellen van Dijk et Elisa Longo Borghini font partie du groupe de favorites qui sort peu avant la côte d'Hotond. Dans le Vossenhol, Annemiek van Vleuten passe à l'offensive, mais elle est immédiatement prise en chasse et reprise. À quinze kilomètres de l'arrivée, c'est au tour d'Ellen van Dijk de sortir. Elle n'est pas reprise. Au Tour des Flandres, Ellen van Dijk est mal placée au pied du vieux Quaremont. Elle se retrouve dans un second groupe de chasse derrière celui de Marta Bastianelli. Finalement, elle est cinquième.
À l'Healthy Ageing Tour, Lotta Lepistö remporte la première étape au sprint. Elle est troisième de la troisième étape. Ellen van Dijk gagne ensuite le contre-la-montre individuel et se replace au classement général. L'après-midi, Anna Plichta prend la quatrième place après être partie en poursuite de l'échappée. Lotta Lepistö est quatrième du sprint de la dernière étape. Au classement général, Ellen van Dijk est deuxième et Lotta Lepistö septième.
À l'Amstel Gold Race, à quarante-et-un kilomètres de la ligne, Lizzie Deignan accélère. Dans le Cauberg, les principales favorites, dont Elisa Longo Borghini, se découvrent et passe la Britannique.  Dans la descente, un regroupement a lieu. Elles sont alors dix-neuf en tête. Amanda Spratt, Katie Hall et Elisa Longo Borghini sortent alors. Elles comptent une vingtaine de secondes d'avance. Dans l'avant-dernière ascension du Cauberg, Katarzyna Niewiadoma revient seule sur les échappées. Dans la montée du Geulhemmerberg, un nouveau regroupement se produit. Elisa Longo Borghini part seule. Elle a un avantage de vingt-cinq seconds à neuf kilomètres de la ligne. Annemiek van Vleuten accélère dans le Bemelerberg, sans résultat. Ensuite, Amanda Spratt et Ashleigh Moolman attaquent et reviennent sur Elisa Longo Borghini à cinq kilomètres de l'arrivée. La coopération est cependant mauvaise dans le groupe. Au pied de la dernière ascension du Cauberg, tout est à refaire. Tayler Wiles est douzième,. À la Flèche wallonne, dans la côte de Cherave, Elena Cecchini et Lizzie Deignan impriment un rythme élevé qui provoque une sélection. En haut du mur de Huy, le peloton compte environ quarante coureuses. À vingt-deux kilomètres de la ligne, Jeanne Korevaar, Elisa Balsamo, Ruth Winder et Olga Shekel sortent. Elles arrivent dans l'Ereffe en tête, mais sont rejointes dans la descente. À Liège-Bastogne-Liège, Annemiek van Vleuten attaque dans la côte de la Redoute. Anna van der Breggen et Elisa Longo Borghini tentent de la suivre, mais sans succès. Van Vleuten passe au sommet avec vingt-cinq secondes d'avance. À vingt kilomètres de l'arrivée, Lizzie Deignan part en poursuite. Dans la côte de la Roche aux Faucons, Elisa Longo Borghini rejoint sa coéquipière accompagnée d'Annika Langvad. Van Vleuten a néanmoins une minute vingt d'avance au sommet et n'est plus rejointe. Lizzie Deignan est septième.

### Mai

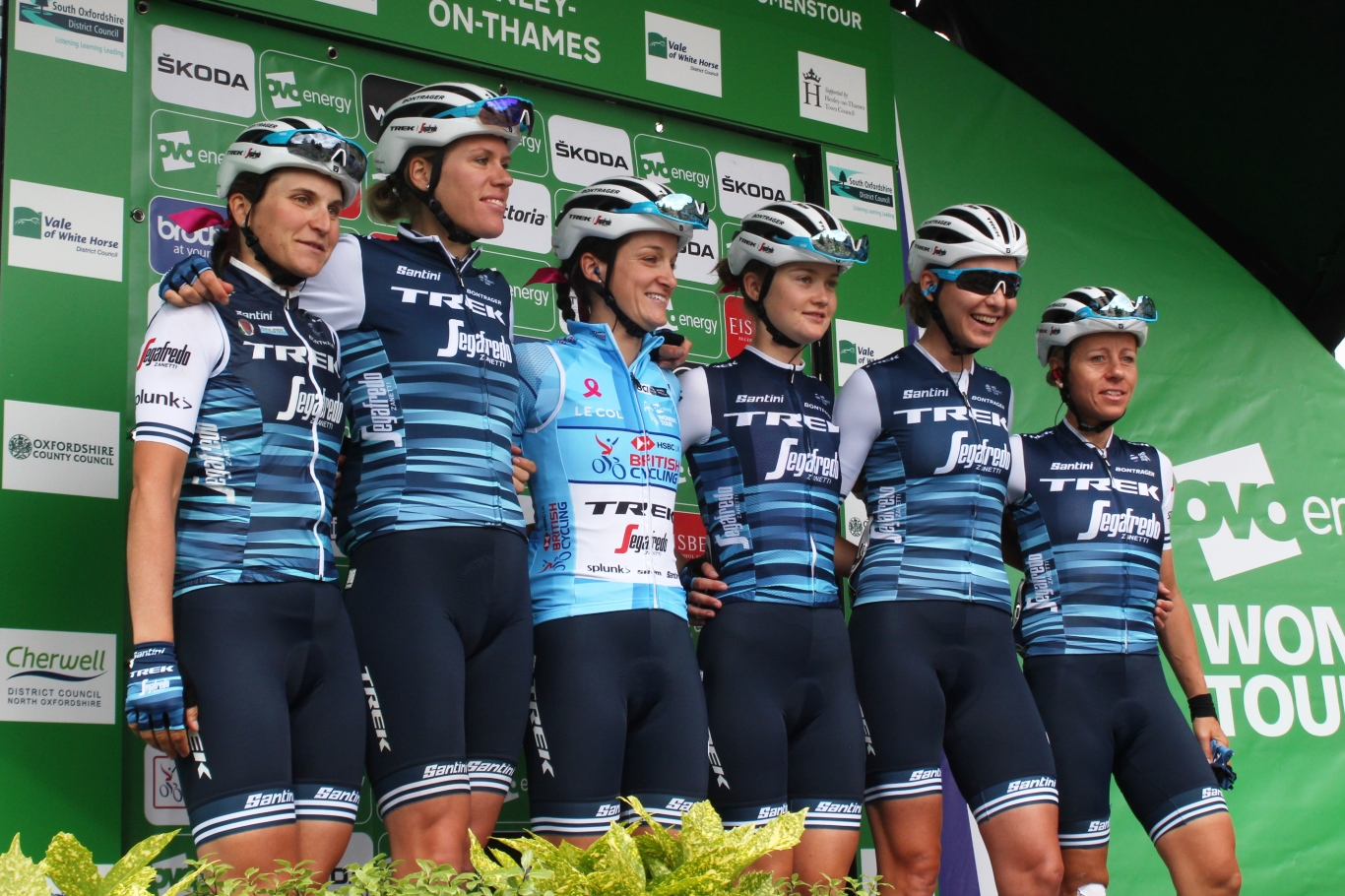
Équipe au Women's Tour

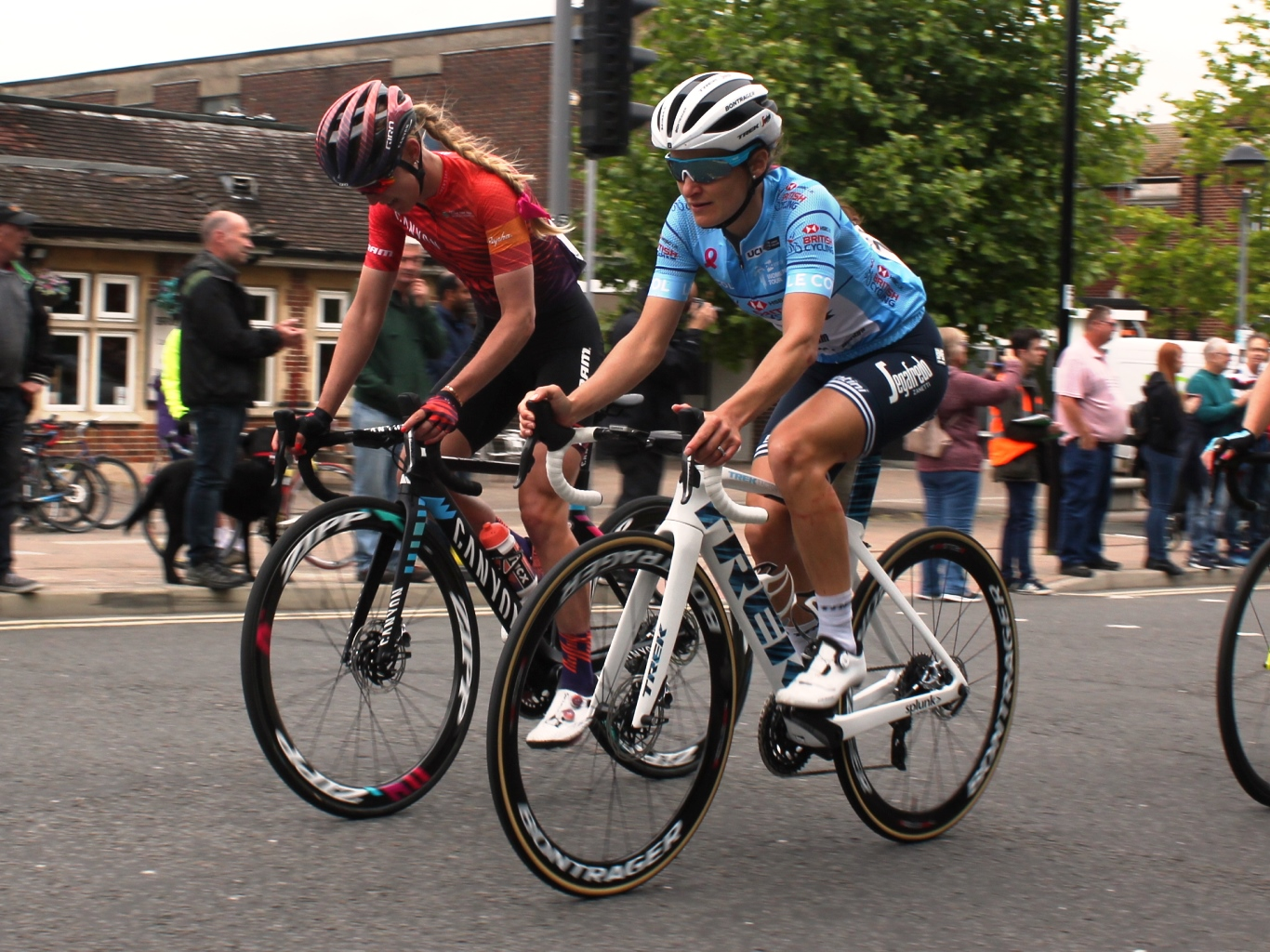
Lizzie Deignan au Women's Tour

Au Tour de Californie, la formation se montre offensive. Lors de la première étape, dans l'ascension finale, Anna van der Breggen et Lizzie Deignan passent à l'offensive. Si la première va chercher la victoire, la Britannique rentre dans le rang et se classe huitième. Lors de la deuxième étape, Trixi Worrack se montre et dans la dernière Ruth Winder.
À l'Emakumeen Euskal Bira, sur la première étape Tayler Wiles et Elisa Longo Borghini se montrent actives, mais un regroupement général a lieu à quatorze kilomètres de l'arrivée. Sur la deuxième étape, l'Italienne chasse les points du prix de la montagne. Tayler Wiles et Audrey Cordon sont à l'offensive. Dans le sprint en côte, Elisa Longo Borghini se classe cinquième. Dans la dernière ascension de la troisième étape, à vingt-et-un kilomètres de l'arrivée, elles sont néanmoins reprises. Tayler Wiles y place une attaque. Elle a dix secondes d'avance sur un groupe de favorites au sommet dans un épais brouillard. Après la descente, son avance est de trente secondes, alors que le groupe de poursuivantes est mené par la formation Movistar. L'Américaine s'impose finalement. Dans la dernière côte, le groupe de chasse de disloque. Elisa Longo Borghini est deuxième. Dans l'ultime étape, Audrey Cordon fait partie d'une échappée qui est reprise. Un regroupement général a lieu à un kilomètre du sommet de la dernière difficulté. Presque en haut, Elisa Longo Borghini attaque. Amanda Spratt semble vouloir la suivre, mais hésite. La Michelton-Scott chasse, mais ne peut reprendre l'Italienne. Elle s'impose avec quatre secondes d'avance. Grâce aux bonifications, cela lui permet de remporter le classement général. Elle est également meilleure grimpeuse. Tayler Wiles est quatrième.
Ellen van Dijk participe au Tour de Thuringe avec l'équipe nationale des Pays-Bas. Elle remporte le contre-la-montre de la cinquième étape avec vingt-et-une secondes d'avance.

### Juin
Au Women's Tour, sur la deuxième étape, Ellen van Dijk fait partie de l'échappée, mais elle est reprise. Lizzie Deignan est deuxième du sprint en côte derrière Marianne Vos. Anna Plichta est longtemps à l'attaque le lendemain, mais est reprise à quarante-et-un kilomètres de l'arrivée. Sur la quatrième étape, dans la côte de Burton Dassett, Elisa Longo Borghini passe à l'offensive avec Katarzyna Niewiadoma et Liane Lippert. Elles gagnent rapidement une minute d'avance sur le peloton. Dans le sprint en côte final, Lizzie Deignan finit à sept secondes derrière Katarzyna Niewiadoma
. Lors de la cinquième étape, Ellen van Dijk prend l'échappée. La principale difficulté de la journée se trouve à vingt-quatre kilomètres de la ligne. Dans le dernier kilomètre d'ascension, Katarzyna Niewiadoma, Elisa Longo Borghini et Lizzie Deignan attaquent. Elisa Longo Borghini lance le sprint pour Deignan qui devance Niewiadoma. La Britannique s'empare de la tête du classement général. Elle le conserve le lendemain et s'impose donc sur l'épreuve. Elle gagne également le classement par points et le classement de la meilleure Britannique.

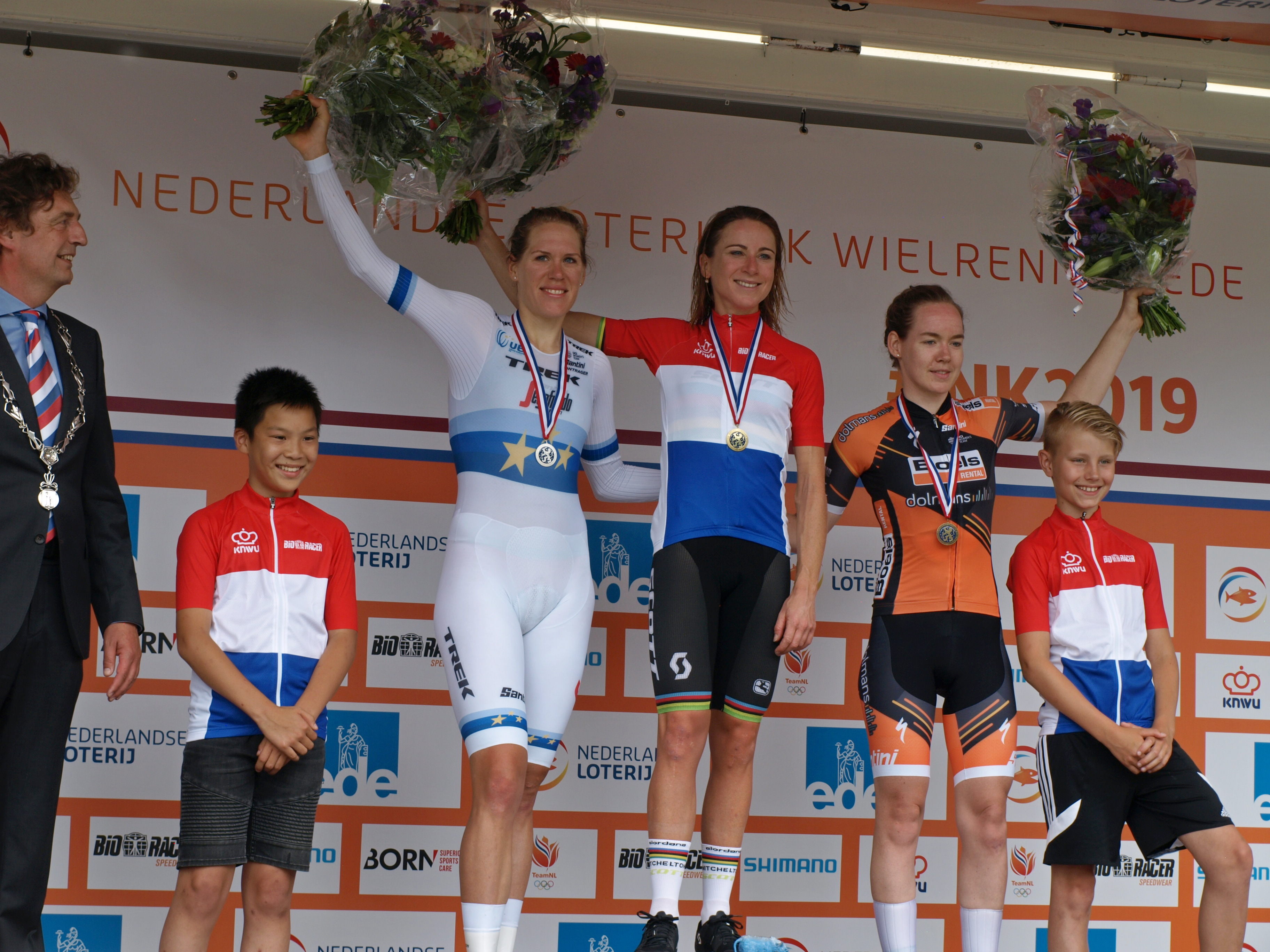
Podium du championnat des Pays-Bas

Aux championnats des États-Unis, Ruth Winder attaque avec Lily Williams à trente-deux kilomètres de l'arrivée. La première distance la seconde dans la dernière côte et va s'imposer seule. Au championnat des Pays-Bas du contre-la-montre, Ellen van Dijk est deuxième derrière Annemiek van Vleuten.
Fin juin, aux Jeux européens, Letizia Paternoster gagne le titre en poursuite par équipes avec l'Italie.

### Juillet
Au Tour d'Italie, Trek-Segafredo est sixième du contre-la-montre par équipes, une minute sept derrière la Boels Dolmans. Sur la troisième étape, dans la dernière côte, Tayler Wiles est la première à passer à l'offensive. Elle reprend immédiatement Eugenia Bujak. L'Américaine obtient une cinquantaine de secondes d'avance. Aux deux kilomètres, Lucy Kennedy accélère et reprend Tayler Wiles. Elisa Longo Borghini se classe neuvième de l'étape reine, la cinquième, trois minutes derrière Annemiek van Vleuten. Sur le contre-la-montre, elle est troisième à une minute quarante-huit de la Néerlandaise. Sur la septième étape, les favorites se neutralisent. Dans la côte finale, Elisa Longo Borghini est troisième. Elle est neuvième de la neuvième étape. Sur l'ultime étape, Anna Plichta est à l'offensive avec Romy Kasper. Elles ont une minutes vingt-et-une seconde d'avance à vingt-neuf kilomètres de l'arrivée, mais la côte de Moruzzo leur est fatale. Elisa Longo Borghini est septième de l'étape. Au classement général final, elle prend la huitième place. Elle est la meilleure Italienne.
À La course by Le Tour de France, Audrey Cordon fait partie de l'échappée de onze coureuses qui se forme en début d'épreuve. Audrey Cordon attaque en début de quatrième tour. Dans la côte de Gelos, Annemiek van Vleuten hausse le rythme et provoque le regroupement général. Dans la côte d'Esquillot à trente-sept kilomètres de l'arrivée, un groupe de onze favorites dont Elisa Longo Borghini sort. La mauvaise coopération mène à l'éclatement de cette échappée. Elisa Longo Borghini se classe finalement sixième,,,.

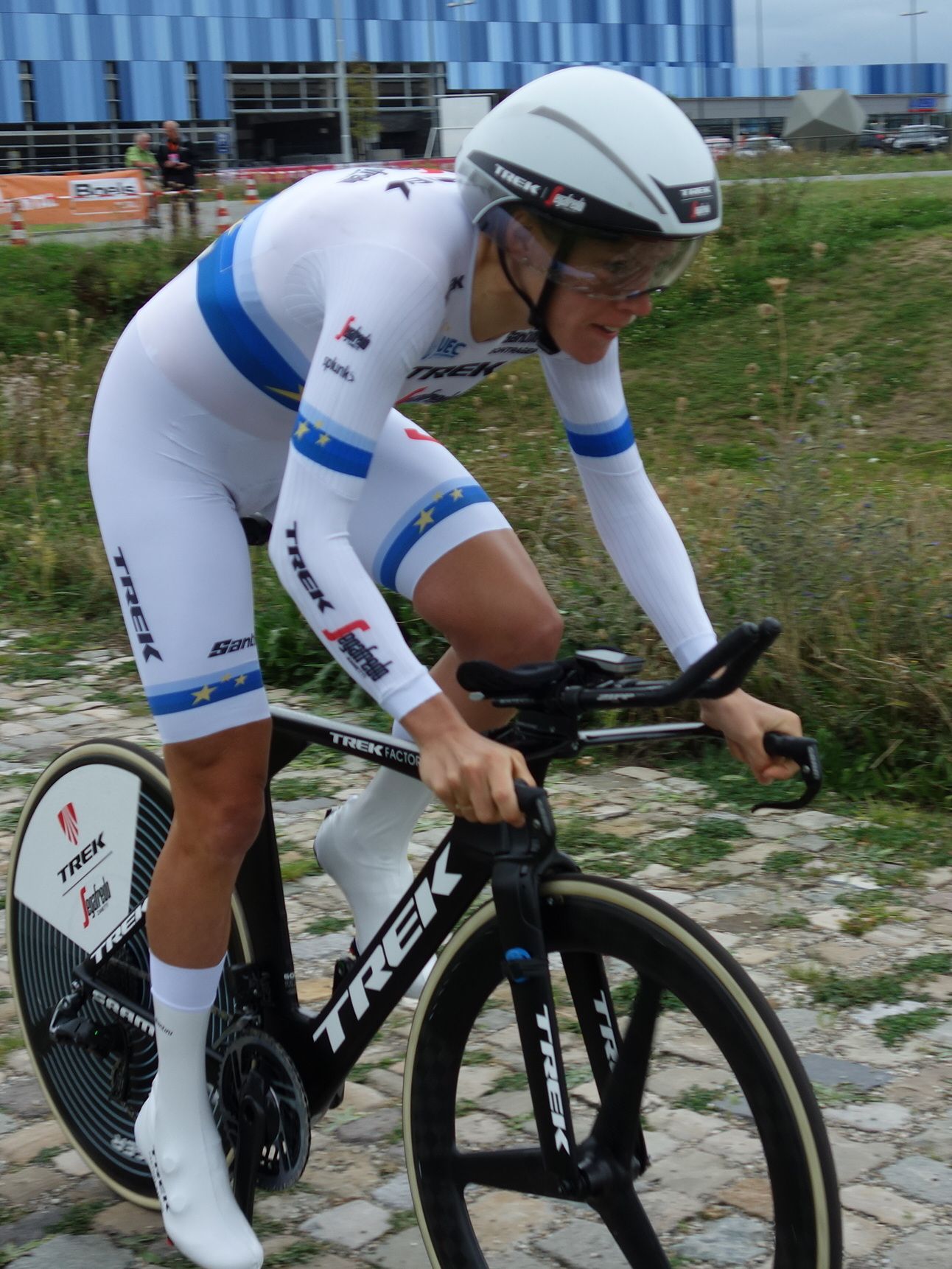
Ellen van Dijk avec son maillot de championne d'Europe

Aux championnats d'Europe sur piste espoirs, Letizia Paternoster gagne les titres en poursuite par équipes, en course à l'américaine avec Elisa Balsamo et en élimination.

### Août
Letizia Paternoster est cinquième du sprint de la RideLondon-Classique. Ellen van Dijk conserve facilement son titre de championne d'Europe du contre-la-montre. Letizia Paternoster s'impose elle sur la course en ligne espoir.
Cette bonne dynamique se confirme sur le contre-la-montre par équipes de l'Open de Suède Vårgårda, où la formation s'impose avec vingt-cinq secondes d'avance sur la Canyon-SRAM. La composition de l'équipe est la suivante : Audrey Cordon-Ragot, Elisa Longo Borghini, Ellen van Dijk, Tayler Wiles, Ruth Winder et Trixi Worrack. Sur la course en ligne, Ruth Winder fait partie de l'échappée de quatorze coureuses qui se détache après le premier secteur gravier après trente-cinq kilomètres. Leur avance atteint la minute à cent kilomètres de l'arrivée, mais elle est reprise trente-huit kilomètres plus loin. À vingt kilomètres du but, Moniek Tenniglo tente sa chance seule. Elizabeth Deignan et Floortje Mackaij tentent de faire la jonction, mais le peloton ne laissent pas sortir. Au sprint, Ruth Winder est huitième.
Au Tour de Norvège, Letizia Paternoster est quatrième du sprint de la première étape après que Ruth Winder a tenté une échappée. Elle est de nouveau très active le lendemain avec plusieurs sorties, sans plus de succès. Letizia Paternoster se classe cinquième. Au Grand Prix de Plouay, dans l'avant-dernière ascension de Ty Marrec, Audrey Cordon sort avec quatre autres coureuses. Elles sont rapidement rejointes. Ruth Winder est finalement neuvième.

### Septembre

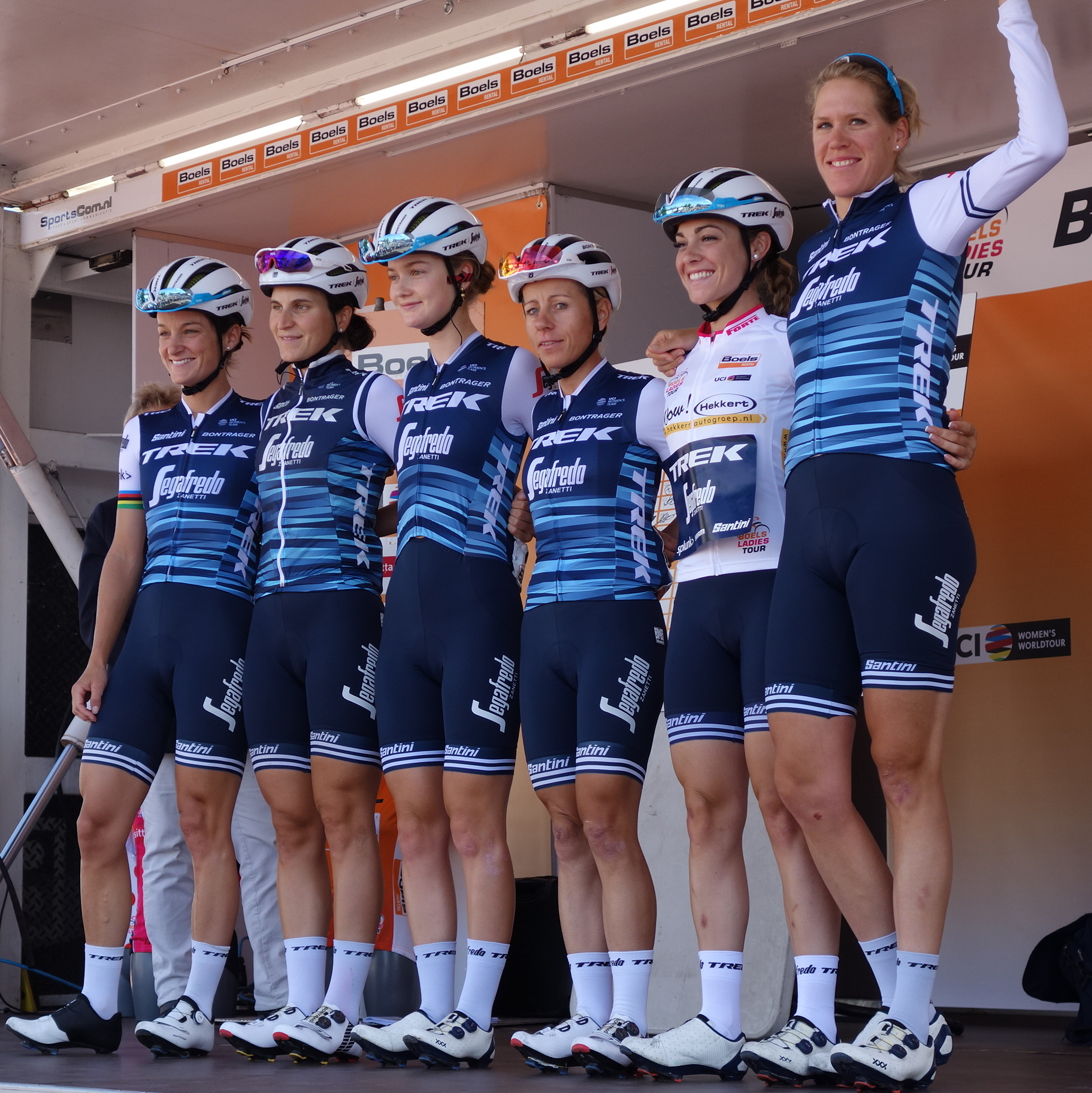
Équipe au Boels Ladies Tour

Au Boels Ladies Tour, Ellen van Dijk sort de route lors du prologue annihilant ses chances de victoire. Letizia Paternoster est quatrième. Le lendemain, Ashleigh Moolman attaque à vingt-neuf kilomètres de l'arrivée. Son avance atteint quarante secondes, quand Lizzie Deignan décide de partir en poursuite. La Sud-Africaine est reprise un kilomètre après le début du dernier tour. Ellen van Dijk contre à cinq kilomètres de l'arrivée et est reprise aux deux kilomètres. Au sprint, Letizia Paternoster se classe troisième. Sur la deuxième étape, à l'entame du dernier tour, Anna van der Breggen, Lizzie Deignan et Elisa Longo Borghini sortent du peloton. Elles sont reprises à vingt-cinq kilomètres de l'arrivée. Lors de l'étape suivante, dans une des dernières difficultés de la journée, Lisa Klein, Amy Pieters, Lizzie Deignan et Amanda Spratt s'échappent. La Britannique prend la troisième place. Sur la quatrième étape, Ellen van Dijk est victime d'une nouvelle chute. Elle se brise le pelvis et l'humérus. Sa saison est terminée. Sur l'ultime étape, Elisa Longo Borghini et Lizzie Deignan se montrent de nouveau actives dans le final, mais le sprint est inéluctable. Au classement général, Lizzie Deignan est septième.

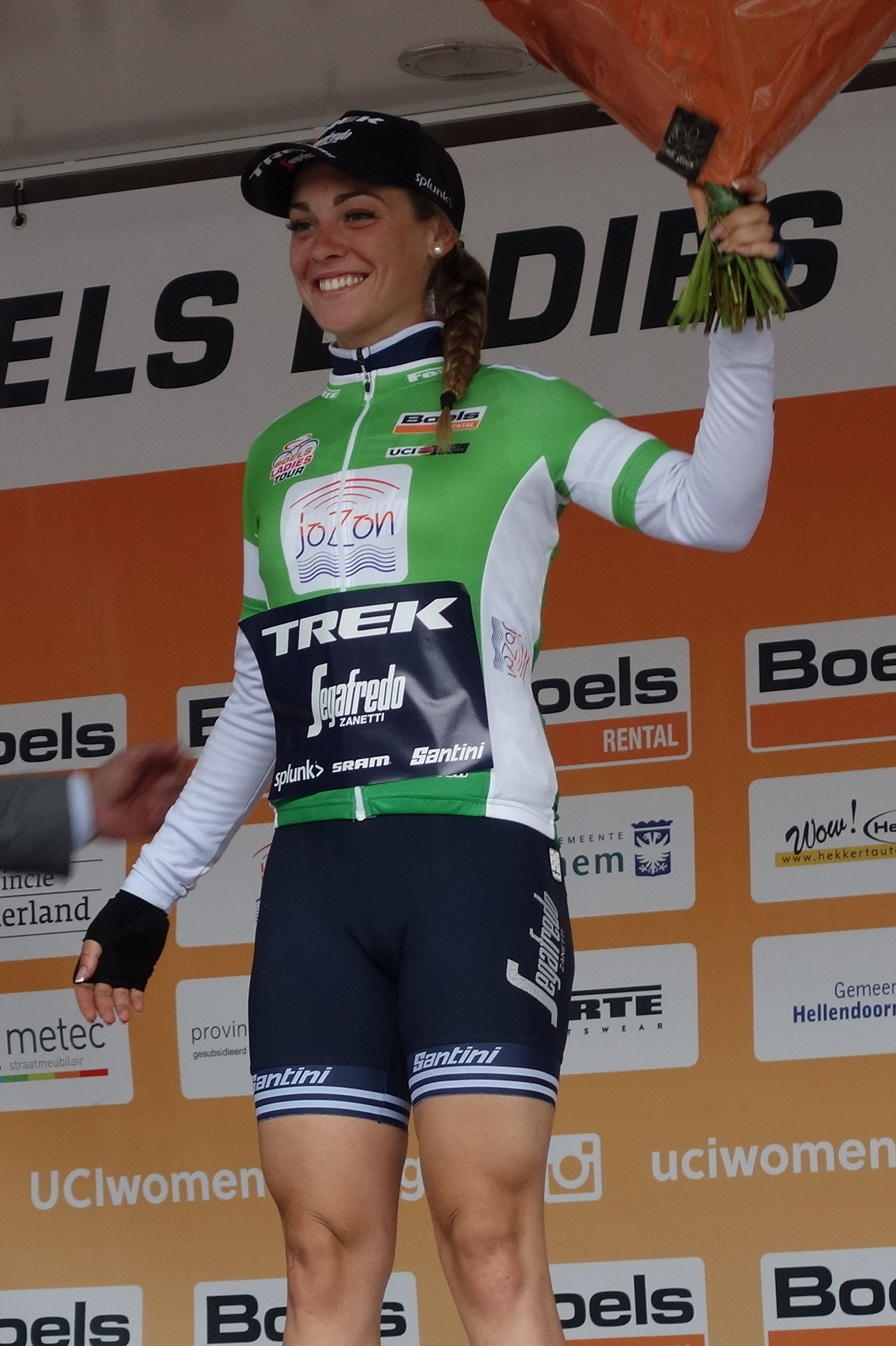
Letizia Paternoster au Boels Ladies Tour

Au Tour de Belgique, Ruth Winder remporte le prologue sous les couleurs des États-Unis. Le lendemain, à cinquante kilomètres de l'arrivée, Mieke Kröger attaque. Elle est accompagnée d'Audrey Cordon-Ragot, courant pour la France et de Lotte Kopecky. Leur bonne coopération leur permet de faire croître leur avance lors de l'étape. Dans le dernier kilomètre, Audrey Cordon-Ragot passe à l'offensive. Lotte Kopecky la marque et Mieke Kröger en profite pour contrer. Elle n'est plus revue. Grâce aux trois minutes d'avance de l'échappée, l'Allemande prend la tête du classement général. Audrey Cordon est cinquième de la dernière étape. Elle est troisième du classement général. À La Madrid Challenge by La Vuelta, Anna Plichta est cinquième du contre-la-montre inaugural. Sur la course en ligne, Letizia Paternoster est seulement devancée par Chloe Hosking au sprint.
Aux championnats du monde qui se déroule dans la région natale de Lizzie Deignan, sur le contre-la-montre individuel, 	Elisa Longo Borghini est dix-septième et Audrey Cordon-Ragot trentième. Sur la course en ligne,  Annemiek Van Vleuten attaque dans la côte de Lofthouse à cent kilomètres de l'arrivée. Derrière un groupe de poursuite avec Elisa Longo Borghini et Lizzie Deignan se forme. La coopération n'est cependant pas optimale. À cinquante kilomètres de l'arrivée, Lizzie Deignan profite d'une difficulté pour attaquer. C'est plus tard qu'une attaque de Chloe Dygert provoque une sélection. Elisa Longo Borghini, Amanda Spratt et Anna van der Breggen la suivent. Elizabeth Deignan paie par contre ses efforts. À dix-huit kilomètres de l'arrivée, Elisa Longo Borghini est lâchée. Elle est finalement cinquième,.

## Victoires

### Sur route
| Victoires | Victoires                                                | Victoires   | Victoires | Victoires            | Victoires |
| Date      | Course                                                   | Pays        | Classe    | Vainqueur            |           |
| --------- | -------------------------------------------------------- | ----------- | --------- | -------------------- | --------- |
| 10 janv.  | 1re étape, Women's Tour Down Under                       | Australie   | 2.1       | Letizia Paternoster  |           |
| 21 fév.   | 1re étape de la Semaine cycliste valencienne             | Espagne     | 2.2       | Ruth Edwards         |           |
| 22 fév.   | 2e étape de la Semaine cycliste valencienne              | Espagne     | 2.2       | Lotta Lepistö        |           |
| 24 fév.   | 4e étape de la Semaine cycliste valencienne              | Espagne     | 2.2       | Lotta Lepistö        |           |
| 15 mars   | Drentse 8                                                | Pays-Bas    | 1.2       | Audrey Cordon-Ragot  |           |
| 3 avr.    | À travers les Flandres                                   | Belgique    | 1.1       | Ellen van Dijk       |           |
| 10 avr.   | 1re étape, Bloeizone Fryslân Tour                        | Pays-Bas    | 2.1       | Lotta Lepistö        |           |
| 13 avr.   | 4ea étape, Bloeizone Fryslân Tour                        | Pays-Bas    | 2.1       | Ellen van Dijk       |           |
| 24 mai    | 3e étape, Iurreta-Emakumeen Bira                         | Espagne     | 2.WWT     | Tayler Wiles         |           |
| 25 mai    | 4e étape, Iurreta-Emakumeen Bira                         | Espagne     | 2.WWT     | Elisa Longo Borghini |           |
| 25 mai    | Classement général, Iurreta-Emakumeen Bira               | Espagne     | 2.WWT     | Elisa Longo Borghini |           |
| 1 juin    | 5e étape du Tour de Thuringe                             | Allemagne   | 2.1       | Ellen van Dijk       |           |
| 9 juin    | Classement général, Tour de Bretagne                     | France      | 2.2       | Audrey Cordon-Ragot  |           |
| 14 juin   | 5e étape du Tour de Grande-Bretagne féminin              | Royaume-Uni | 2.WWT     | Lizzie Deignan       |           |
| 15 juin   | Classement général, Tour de Grande-Bretagne féminin      | Royaume-Uni | 2.WWT     | Lizzie Deignan       |           |
| 28 juin   | Championnat de Pologne du contre-la-montre               | Pologne     | CN        | Anna Plichta         |           |
| 30 juin   | Championnat des États-Unis sur route                     | États-Unis  | CN        | Ruth Edwards         |           |
| 8 août    | Championnat d'Europe du contre-la-montre                 | Pays-Bas    | CC        | Ellen van Dijk       |           |
| 9 août    | Championnat d'Europe sur route espoirs                   | Pays-Bas    | CC        | Letizia Paternoster  |           |
| 17 août   | Contre-la-montre par équipes de l'Open de Suède Vårgårda | Suède       | 1.WWT     | Trek-Segafredo       |           |
| 10 sept.  | Prologue du Tour de Belgique                             | Belgique    | 2.1       | Ruth Edwards         |           |

### Sur piste
| Date       | Course                                              | Pays        | Classe | Vainqueur           |
| ---------- | --------------------------------------------------- | ----------- | ------ | ------------------- |
| 25 janvier | Coupe du monde à Hong Kong, poursuite par équipes   | Hong Kong   | CM     | Letizia Paternoster |
| 28 juin    | Jeux européens, poursuite par équipes               | Biélorussie | CC     | Letizia Paternoster |
| juillet    | Championnats d'Europe espoir, élimination           | Belgique    | CC     | Letizia Paternoster |
| juillet    | Championnats d'Europe espoir, course à l'américaine | Belgique    | CC     | Letizia Paternoster |
| 14 juillet | Championnats d'Europe espoir, poursuite par équipes | Belgique    | CC     | Letizia Paternoster |

### En cyclo-cross
| Date        | Course                | Pays     | Classe | Vainqueur    |
| ----------- | --------------------- | -------- | ------ | ------------ |
| 1er janvier | Baal                  | Belgique | C1     | Jolanda Neff |
| 2 janvier   | Meilen                | Suisse   | C1     | Jolanda Neff |
| 13 janvier  | Championnat de Suisse | Suisse   | CN     | Jolanda Neff |

### En VTT
| Date       | Course                                | Pays     | Classe | Vainqueur    |
| ---------- | ------------------------------------- | -------- | ------ | ------------ |
| 25 juillet | Championnat d'Europe de cross-country | Tchéquie | CC     | Jolanda Neff |

### Résultats sur les courses majeures

#### World Tour
| Date            | #  | Course                                   | Pays            | Meilleure classée    | Classement |
| --------------- | -- | ---------------------------------------- | --------------- | -------------------- | ---------- |
| 9 mars          | 1  | Strade Bianche                           | Italie          | Ruth Winder          | 11e        |
| 17 mars         | 2  | Tour de Drenthe                          | Pays-Bas        | Ellen van Dijk       | 3e         |
| 24 mars         | 3  | Trofeo Alfredo Binda-Comune di Cittiglio | Italie          | Elisa Longo Borghini | 33e        |
| 28 mars         | 4  | Trois Jours de la Panne                  | Belgique        | Lotta Lepistö        | 4e         |
| 31 mars         | 5  | Gand-Wevelgem                            | Belgique        | Letizia Paternoster  | 3e         |
| 7 avril         | 6  | Tour des Flandres                        | Belgique        | Ellen van Dijk       | 5e         |
| 21 avril        | 7  | Amstel Gold Race                         | Pays-Bas        | Tayler Wiles         | 12e        |
| 24 avril        | 8  | Flèche wallonne                          | Belgique        | Elisa Longo Borghini | 20e        |
| 28 avril        | 9  | Liège-Bastogne-Liège                     | Belgique        | Lizzie Deignan       | 7e         |
| 9-11 mai        | 10 | Tour de l'île de Chongming               | Chine           | -                    | -          |
| 16-18 mai       | 11 | Tour de Californie                       | États-Unis      | Tayler Wiles         | 11e        |
| 22-25 mai       | 12 | Emakumeen XXXI. Bira                     | Espagne         | Elisa Longo Borghini | Vainqueur  |
| 10-15 juin      | 13 | The Women's Tour                         | Grande-Bretagne | Lizzie Deignan       | Vainqueur  |
| 5-14 juillet    | 14 | Tour d'Italie                            | Italie          | Elisa Longo Borghini | 8e         |
| 23 juillet      | 15 | La course by Le Tour de France           | France          | Elisa Longo Borghini | 6e         |
| 3 août          | 16 | RideLondon-Classique                     | Grande-Bretagne | Letizia Paternoster  | 5e         |
| 10 août         | 16 | Open de Suède Vårgårda TTT               | Suède           | Trek-Segafredo       | Vainqueur  |
| 18 août         | 18 | Open de Suède Vårgårda                   | Suède           | Ruth Winder          | 8e         |
| 22-25 août      | 19 | Tour de Norvège                          | Norvège         | Ruth Winder          | 12e        |
| 31 août         | 20 | Grand Prix de Plouay                     | France          | Ruth Winder          | 9e         |
| 3 -8 septembre  | 21 | Boels Rental Ladies Tour                 | Pays-Bas        | Lizzie Deignan       | 7e         |
| 14-15 septembre | 22 | La Madrid Challenge by La Vuelta         | Espagne         | Anna Plichta         | 7e         |
| 20 octobre      | 23 | Tour de Guangxi                          | Chine           | -                    | -          |

Elisa Longo Borghini est treizième du classement individuel. Trek-Segafredo est troisième du classement par équipes.

#### Grand tour
| Grand tour            | Tour d'Italie                        |
| --------------------- | ------------------------------------ |
| Coureuse (classement) | Elisa Longo Borghini (8e)            |
| Accessits             | Classement de la meilleure Italienne |

## Classement mondial
| Classement UCI | Classement UCI       | Classement UCI | Classement UCI |
| Coureuse       | Coureuse             | Pays           | Points         |
| -------------- | -------------------- | -------------- | -------------- |
| 14e            | Elisa Longo Borghini | Italie         | 983.33 pts     |
| 25e            | Ellen van Dijk       | Pays-Bas       | 710.33 pts     |
| 29e            | Letizia Paternoster  | Italie         | 598 pts        |
| 44e            | Lizzie Deignan       | Royaume-Uni    | 472 pts        |
| 48e            | Ruth Edwards         | États-Unis     | 416.33 pts     |
| 57e            | Tayler Wiles         | États-Unis     | 324.33 pts     |
| 63e            | Lotta Lepistö        | Finlande       | 302 pts        |
| 66e            | Audrey Cordon-Ragot  | France         | 282.33 pts     |
| 153e           | Anna Plichta         | Pologne        | 132 pts        |
| 366e           | Trixi Worrack        | Allemagne      | 35.33 pts      |
| 444e           | Lauretta Hanson      | Australie      | 27 pts         |
| 704e           | Jolanda Neff         | Suisse         | 10 pts         |

Trek-Segrafredo est cinquième du classement par équipes.